# Quasilineus pulcherrimus
Quasilineus pulcherrimus är en djurart som tillhör fylumet slemmaskar, och som beskrevs av Gibson 1981. Quasilineus pulcherrimus ingår i släktet Quasilineus och familjen Cerebratulidae. Inga underarter finns listade i Catalogue of Life.